# David Kay

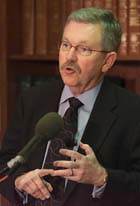
David Kay

David A. Kay (ur. 8 czerwca 1940, zm. 13 sierpnia 2022) – internacjolog amerykański.

## Wykształcenie
Zdobył licencjat University of Texas at Austin, magisterium i doktorat Columbia University.

## Kariera
W latach 1991–1992 szef grupy inspekcyjnej ONZ ds. broni masowej zagłady. Pracował również z zespołem pracowników MAEA w Iraku. Następnie, do 2002, pracował w sektorze prywatnym (Science Applications International Corporation). Po interwencji w Iraku szef Irackiej Grupy Poszukiwawczej, która miała za zadanie odnaleźć broń maswego rażenia w tym kraju. Złożony przez niego w 2003 raport (tzw. Raport Kaya) wskazywał, że poszukiwania zakończyły się fiaskiem. Ze stanowiska zrezygnował 23 stycznia 2004; zastąpił go Charles Duelfer.